# Bredäng camping

Bredängs Camping Stockholm är en campingplats vid Stora Sällskapets Väg 60 i stadsdelen Bredäng i sydvästra delen av Stockholms stad.

## Beskrivning
Campingen invigdes den 18 juni 1968, och rymmer idag cirka 380 husvagnar, husbilar och tält. Det finns 204 platser med elektrisk anslutning. Det finns även ett antal stugor (för självhushåll) samt 4 bäddsrum att hyra. Till campingen hör bland annat 4 servicehus, 3 kök, bastu, affär, restaurang och ett vandrarhem. CaRy Camping AB driver campingen sedan 1 januari 1988. Anläggningen gränsar till Sätraskogens naturreservat, ett naturområde som ingår bland Stockholms "gröna kilar". Ungefär 350 meter från campingen finns Mälarhöjdsbadet med sandstrand och badbrygga.

## Bilder

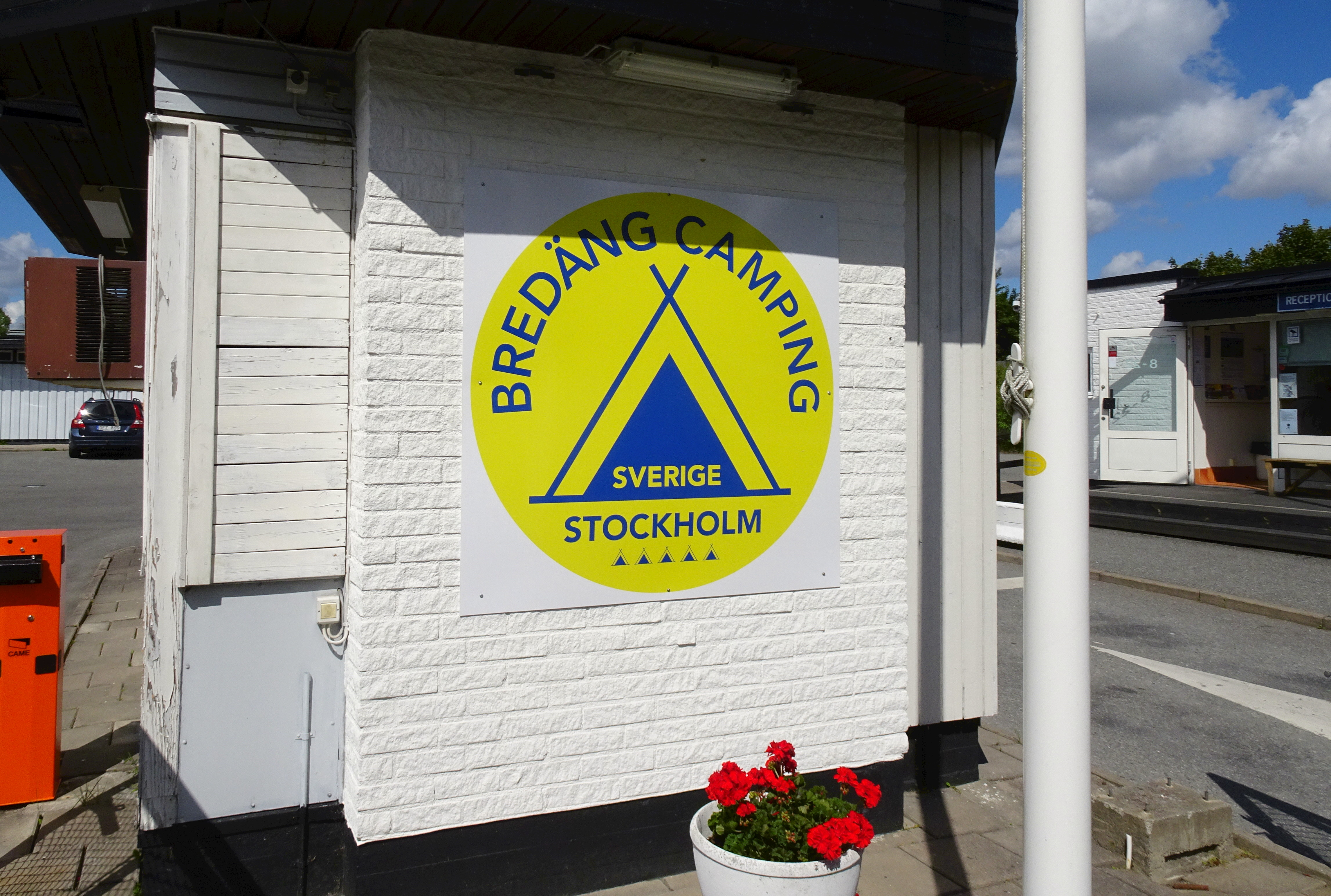
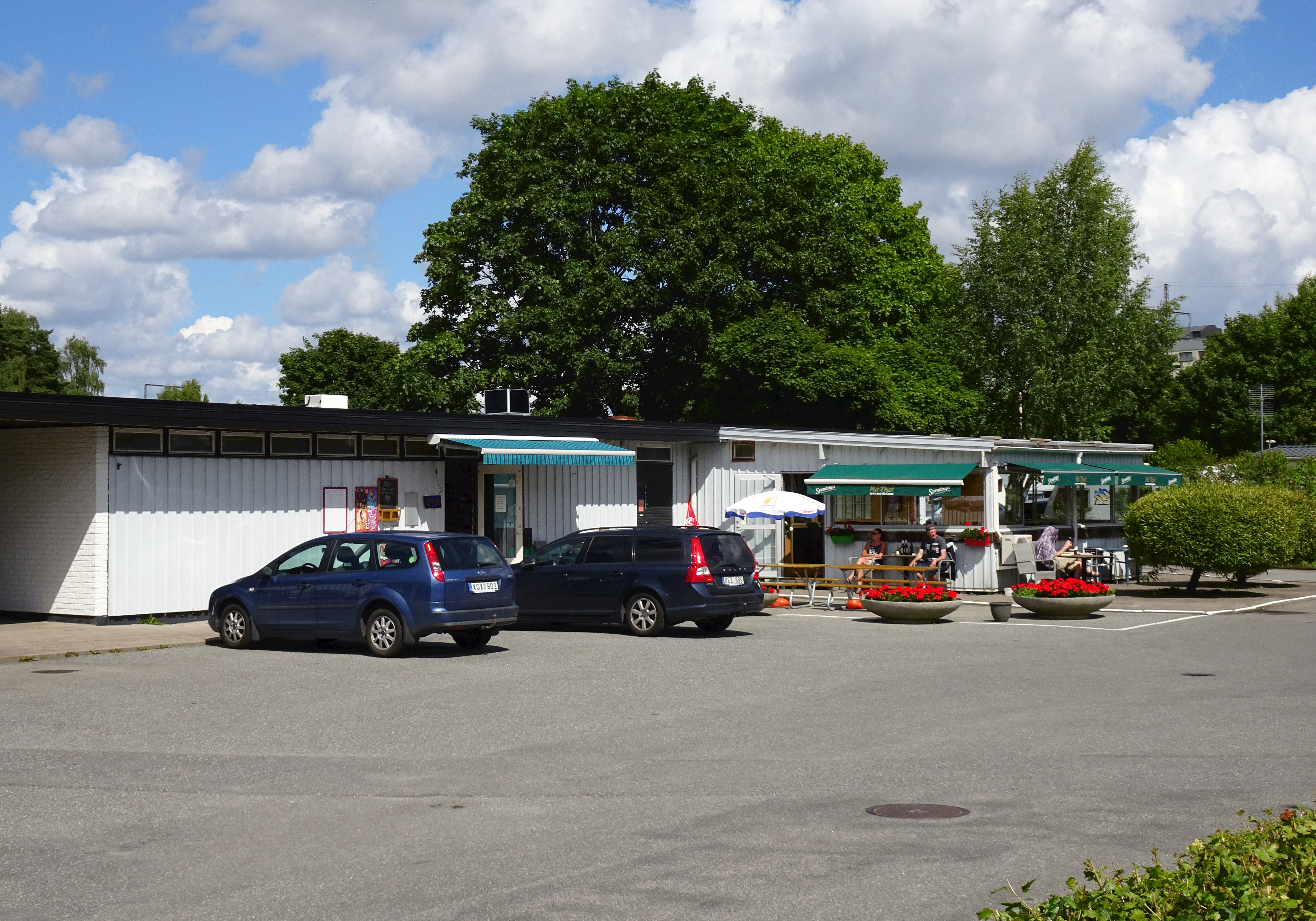
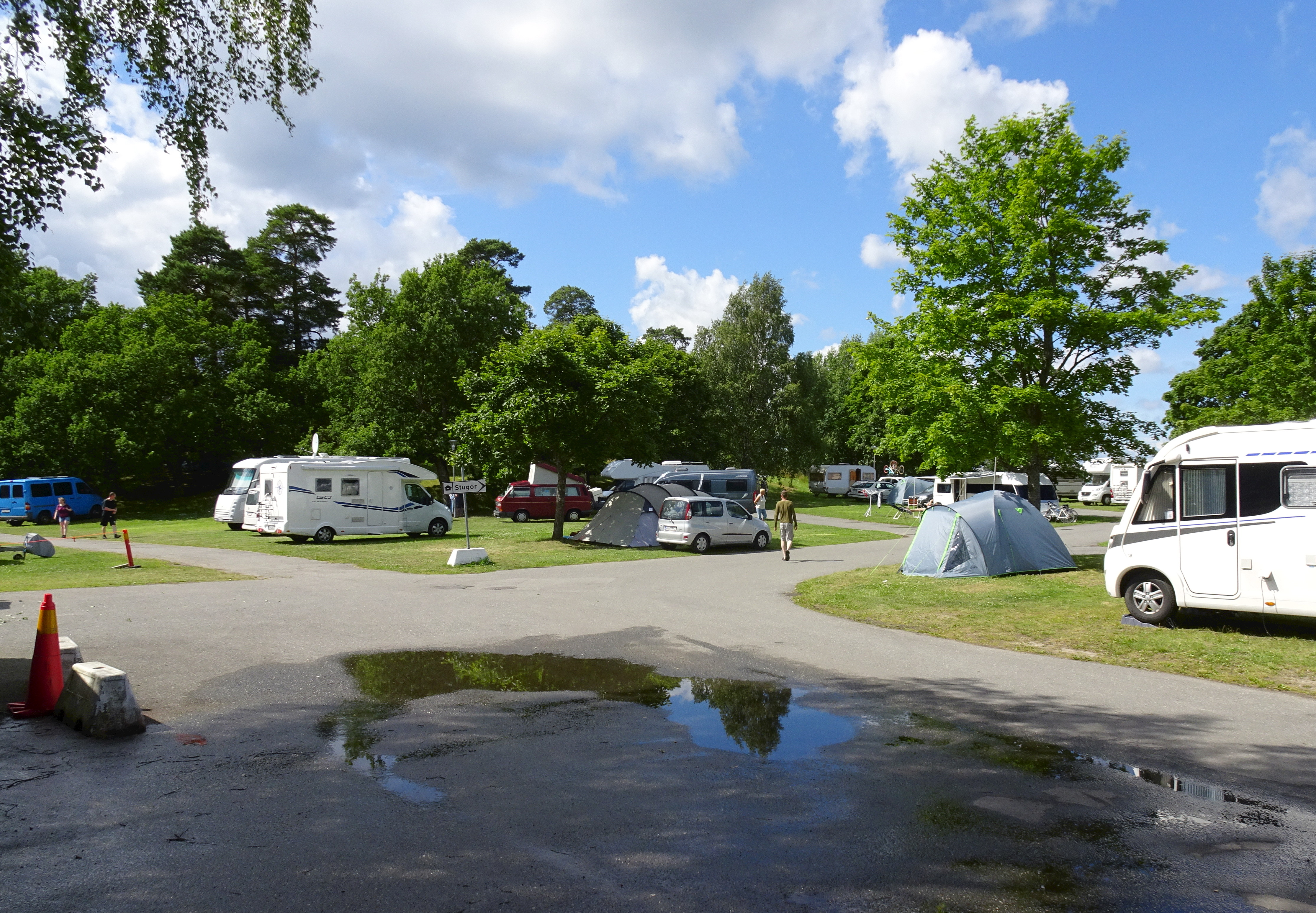
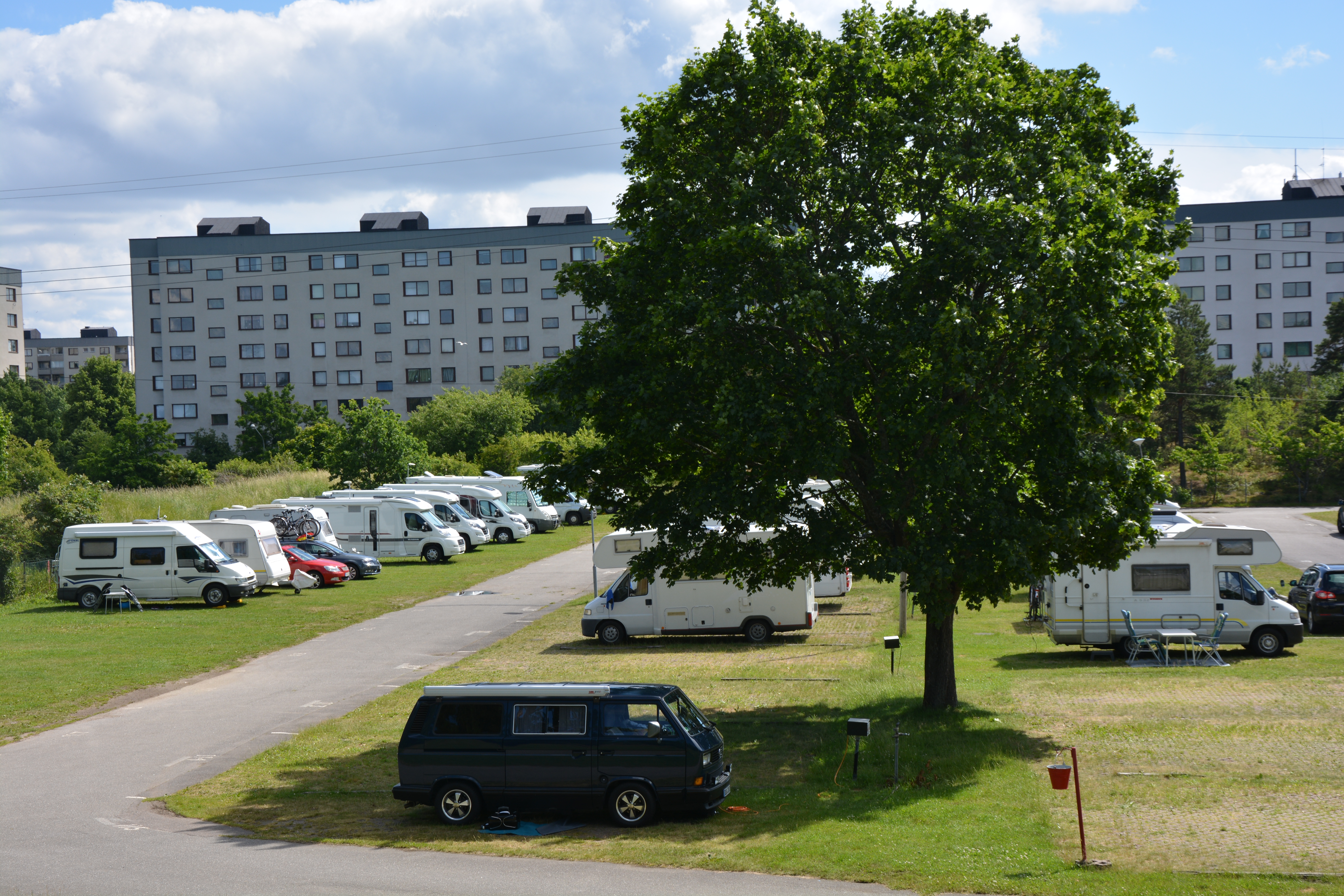